# The Heart Speaks
The Heart Speaks — студийный альбом американского джазового трубача Теренса Бланчарда. Альбом был выпущен 6 февраля 1996 года лейблом Columbia Records. В этой пластинке Бланчард объединился с командой, в которую вошли Иван Линс, Паулиньо да Коста и Оскар Кастро-Невес. В 1997 году альбом был номинирован на премию «Грэмми» в категории «Лучший латиноамериканский джазовый альбом».

## Отзывы
| Оценки критиков                            | Оценки критиков |
| Источник                                   | Оценка          |
| ------------------------------------------ | --------------- |
| AllMusic                                   | [ 4 ]           |
| The Encyclopedia of Popular Music          | [ 5 ]           |
| Los Angeles Times                          | [ 6 ]           |
| The Penguin Guide to Jazz                  | [ 7 ]           |
| The Rolling Stone Jazz & Blues Album Guide | [ 8 ]           |

Скотт Яноу из Allmusic отметил: «Хотя трубач Теренс Бланчард занимает первое место на этой записи, она в значительной степени является совместной работой с бразильским певцом-композитором Иваном Линсом. Линс не только исполняет все 13 песен, но и поёт во всех инструментальных композициях, кроме трёх, хотя иногда просто беззвучно на заднем плане. Бланчард часто гармонирует с голосом Линса, создавая меланхоличную и мечтательную атмосферу. В большинстве композиций звучит обычная ритм-секция Бланчарда того времени, дополненная перкуссией Паулиньо Да Косты и иногда акустической гитарой Оскара Кастро-Невеса». Рецензент All About Jazz отметил: «Этот альбом предназначен для позднего, ночного прослушивания „за полночь“ и гарантированно снимет стресс и напряжение дня. Эта музыка будет ласкать вас, как волны, набегающие на берег летним вечером. Если вы любите современный джаз с более энергичными нотками, „The Heart Speaks“ определённо не для вас».
Рецензент The Los Angeles Times заявил: «Бланчард выбрал особенно необычный путь с „The Heart Speaks“. На самом деле, было бы неуместно назвать альбом совместной работой трубача и бразильского певца-песенника Ивана Линса. Каждая вещь написана Линсом, и, за исключением заглавной и ещё одной мелодии, он поёт в каждом треке. Ещё больше увеличивая коммерческие риски проекта, Линс — в отличие от Аструд Жилберту, которая пела на английском языке на своих ранних записях босса-новы со Стэном Гетцем — поёт полностью на португальском. Несмотря на относительную непривычность материала, сочетание работает на удивление хорошо. Большой, резонирующий тон Бланчард создаёт тёплый, сочный контраст с мягким, но эмоционально проникновенным вокалом Линс. Если и есть проблема, то она заключается в периодически громыхающей ритмической игре, которая слишком часто звучит задумчиво и приземлённо по сравнению с парящим красноречием диалога между Линсом и Бланчардом».

## Список треков
| №                   | Название                       | Автор(ы)                                     | Длительность |
| ------------------- | ------------------------------ | -------------------------------------------- | ------------ |
| 1.                  | «Aparecida»                    | Ivan Lins                                    | 6:01         |
| 2.                  | «Antes Que Seja Tarde»         | Ivan Lins, Vítor Martins                     | 5:30         |
| 3.                  | «Meu Pais» (My Country)        | Lins, Martins                                | 3:57         |
| 4.                  | «Valsa Mineira»                | Lins                                         | 4:53         |
| 5.                  | «The Heart Speaks»             | Lins                                         | 5:28         |
| 6.                  | «Congada Blues»                | Lins, Martins                                | 5:36         |
| 7.                  | «Nocturna»                     | Lins, Martins                                | 5:25         |
| 8.                  | «Just for Nana»                | Lins                                         | 5:04         |
| 9.                  | «Orizimbo and Rosicler»        | Lins, Martins                                | 4:30         |
| 10.                 | «Chorus das Aguas»             | Lins, Martins                                | 7:28         |
| 11.                 | «Love Dance / Comecar de Novo» | Ivan Lins, Gilson Peranzzetta, Paul Williams | 4:24         |
| 12.                 | «Menino»                       | Lins, Martins                                | 4:49         |
| 13.                 | «Aparecida» (Reprise)          | Lins                                         | 1:04         |
| Общая длительность: | Общая длительность:            | Общая длительность:                          | 1:04:09      |